# Holocompsa pusilla
Holocompsa pusilla är en kackerlacksart som beskrevs av Bolívar 1924. Holocompsa pusilla ingår i släktet Holocompsa och familjen Polyphagidae. IUCN kategoriserar arten globalt som akut hotad.
Artens utbredningsområde är Seychellerna. Inga underarter finns listade i Catalogue of Life.